# Valmiera (distrito)
Valmiera (Letão: Valmieras rajons) é um distrito da Letônia localizado na região de Vidzeme. Sua capital é a cidade de Valmiera.
Faz divisa com os distritos de Limbaži a oeste, Valka a leste e Cēsis ao sul, e com a Estônia ao norte.  

## Cidades
- Valmiera
- Mazsalaca
- Rūjiena